# Programa de Alívio de Ativos Problemáticos
O Programa de Alívio de Ativos Problemáticos (em inglês: Troubled Asset Relief Program (TARP)) é um programa do Governo dos Estados Unidos para comprar ativos e ações tóxicas de instituições financeiras para fortalecer seu setor financeiro que foi aprovado por um Congresso controlado pelo Partido Democrata e assinado pelo Presidente George W. Bush, do Partido Republicano, em 3 de outubro de 2008. Foi um componente das medidas do governo em 2008 para lidar com a crise das hipotecas subprime.
O programa TARP originalmente autorizou despesas de 700 bilhões de dólares. A Lei de Estabilização Econômica de Emergência de 2008 criou o programa TARP. A Lei de Reforma e Defesa do Consumidor de Dodd-Frank Wall Street, aprovada em 2010, reduziu o montante autorizado para 475 bilhões de dólares. Em 11 de outubro de 2012, o Escritório de Orçamento do Congresso (CBO) declarou que os desembolsos totais seriam de 431 bilhões de dólares e estimou o custo total, incluindo subsídios para programas de hipoteca que ainda não foram feitos, seria de 24 bilhões de dólares.
Em 19 de dezembro de 2014, o Tesouro dos EUA vendeu suas participações remanescentes da Ally Financial, encerrando essencialmente o programa. O TARP recuperou fundos totalizando 441,7 bilhões de dólares dos 426,4 bilhões de dólares investidos, obtendo um lucro de 15,3 bilhões de dólares ou uma taxa de retorno anualizada de 0,6% e talvez uma perda quando ajustado pela inflação.

## Finalidade
O TARP permitiu ao Departamento do Tesouro dos Estados Unidos comprar ou segurar até 700 bilhões de dólares em "ativos problemáticos", definidos como:
- A ) obrigações residenciais ou comerciais serão compradas ou outros instrumentos baseados nessas hipotecas ou que tenham sido originados ou emitidos em ou antes de 14 de março de 2008, cuja compra o Secretário determine que promova a estabilidade do mercado financeiro;
- B ) qualquer outro instrumento financeiro que o Secretário, após consulta ao Presidente do Conselho de Governadores do Sistema de Reserva Federal, determine a compra necessária para promover a estabilidade do mercado financeiro, mas somente mediante a transmissão de tal determinação, por escrito, ao comissões apropriadas do Congresso".[4]

Em resumo, isso permite que o Tesouro compre ativos ilíquidos e difíceis de avaliar de bancos e outras instituições financeiras. Os ativos visados podem ser obrigações de dívida colateralizada, que foram vendidas em um mercado em expansão até 2007, quando foram atingidas por execuções hipotecárias generalizadas nos empréstimos subjacentes. O TARP visava melhorar a liquidez desses ativos comprando-os usando mecanismos secundários de mercado, permitindo que as instituições participantes estabilizassem seus balanços e evitassem perdas adicionais.
O TARP não permite que os bancos recuperem perdas já incorridas em ativos problemáticos, mas as autoridades esperam que, uma vez retomada a negociação desses ativos, seus preços se estabilizem e, finalmente, aumentem de valor, resultando em ganhos para os bancos participantes e para o próprio Tesouro. O conceito de ganhos futuros de ativos problemáticos vem da hipótese no setor financeiro de que esses ativos estão sendo vendidos em excesso, uma vez que apenas uma pequena porcentagem de todas as hipotecas está em default, enquanto a queda relativa dos preços representa perdas por uma taxa de inadimplência muito maior.
A Lei de Estabilização Econômica de Emergência de 2008 (EESA) exige que as instituições financeiras que vendem ativos ao TARP emitam warrants sobre ações (um tipo de título que autoriza seu detentor a comprar ações da empresa que emite o título por um preço específico), ou patrimônio ou dívida sênior títulos (para empresas não listadas em bolsa) ao Tesouro. No caso de bônus de subscrição, o Tesouro somente receberá bônus de subscrição com direito a voto ou concorda em não votar nas ações. Essa medida foi projetada para proteger o governo, dando ao Tesouro a possibilidade de lucrar com suas novas participações acionárias nessas instituições. Idealmente, se as instituições financeiras se beneficiarem da assistência do governo e recuperarem sua força anterior, o governo também poderá lucrar com sua recuperação.
Outro objetivo importante do TARP era incentivar os bancos a retomarem os empréstimos novamente em níveis vistos antes da crise, tanto entre si quanto com consumidores e empresas. Se o TARP puder estabilizar os índices de capital dos bancos, teoricamente deve permitir que eles aumentem os empréstimos em vez de acumular dinheiro para se proteger contra perdas imprevistas futuras de ativos problemáticos. O aumento do crédito equivale a "afrouxamento" do crédito, que o governo espera restaurar a ordem nos mercados financeiros e melhorar a confiança dos investidores nas instituições financeiras e nos mercados. À medida que os bancos obtêm maior confiança nos empréstimos, as taxas de juros interbancárias (as taxas pelas quais os bancos se emprestam a curto prazo) devem diminuir, facilitando ainda mais os empréstimos.
O TARP funcionará como uma "instalação de compra rotativa". O Tesouro terá um limite de gastos definido, 250 bilhões de dólares no início do programa, com o qual comprará os ativos e depois os venderá ou os manterá e coletarão os cupons. O dinheiro recebido das vendas e dos cupons voltará para o conjunto, facilitando a compra de mais ativos. Os 250 bilhões de dólares iniciais poderiam ser aumentados para 350 bilhões de dólares mediante a certificação do presidente no Congresso de que esse aumento era necessário. Os 350 bilhões de dólares restantes podem ser liberados para o Tesouro mediante um relatório escrito ao Congresso do Tesouro, com detalhes de seu plano para o dinheiro. O Congresso teve 15 dias para votar para reprovar o aumento antes que o dinheiro fosse liberado automaticamente. Os primeiros 350 bilhões de dólares foram liberados em 3 de outubro de 2008 e o Congresso votou pela aprovação do segundo 350 bilhões de dólares em 15 de janeiro de 2009. Uma maneira de gastar dinheiro com o TARP era apoiar o plano "Making Homes Affordable", que foi implementada em 4 de março de 2009, usando dinheiro do TARP pelo Departamento do Tesouro. Como as hipotecas "em risco" são definidas como "ativos problemáticos" no TARP, o Tesouro tinha o poder de implementar o plano. Geralmente, fornecia refinanciamento para hipotecas detidas por Fannie Mae ou Freddie Mac; durante a aquisição federal dessas duas empresas, o governo federal concedeu um alívio de ativos de 317 bilhões de dólares, superando o programa de resgate do TARP. As hipotecas de capital fechado seriam elegíveis para outros incentivos, incluindo uma modificação favorável do empréstimo por cinco anos.

A autoridade do Departamento do Tesouro dos Estados Unidos de estabelecer e gerenciar o TARP sob um recém-criado Escritório de Estabilidade Financeira tornou-se lei em 3 de outubro de 2008, resultado de uma proposta inicial que foi aprovada pelo Congresso como H.R. 1424, promulgando a Lei de Estabilização Econômica de Emergência de 2008 e vários outros atos.